# Walhalla (North Dakota)
Walhalla ist eine Kleinstadt (mit dem Status „City“) im Pembina County im US-amerikanischen Bundesstaat North Dakota. Das U.S. Census Bureau hat bei der Volkszählung 2020 eine Einwohnerzahl von 893 ermittelt.

## Geografie
Walhalla liegt im Nordosten North Dakotas am Pembina River, einem linken Nebenfluss des Red River of North, der die Grenze zu Minnesota bildet. Die geografischen Koordinaten von Walhalla sind 48°55′24″ nördlicher Breite und 97°55′05″ westlicher Länge. Das Stadtgebiet erstreckt sich über eine Fläche von 2,77 km².
Benachbarte Orte von Walhalla sind Neche (33,5 km ostnordöstlich), Cavalier (33,5 km südöstlich) und Winkler in der kanadischen Provinz Manitoba (30,7 km nördlich).
Die nächstgelegenen größeren Städte sind Winnipeg in Manitoba (157 km nordöstlich), Duluth in Minnesota am Oberen See (587 km ostsüdöstlich), Grand Forks (159 km südsüdöstlich), Fargo (282 km in der gleichen Richtung) und North Dakotas Hauptstadt Bismarck (456 km südwestlich).
Die Grenze zu Kanada befindet sich 9,1 km nördlich.

## Verkehr
Der North Dakota Highway 32 führt als Hauptstraße durch Walhalla. Alle weiteren Straßen innerhalb des Stadtgebiets sind untergeordnete Landstraßen, teils unbefestigte Fahrwege sowie innerörtliche Verbindungsstraßen.
Durch Walhalla verläuft in Nordwest-Südost-Richtung eine Eisenbahnstrecke einer regionalen Bahngesellschaft.
Mit dem Walhalla Municipal Airport befindet sich an der nordöstlichen Stadtgrenze ein kleiner Flugplatz. Die nächstgelegenen größeren Flughäfen sind der Grand Forks International Airport (159 km südsüdöstlich) und der Winnipeg James Armstrong Richardson International Airport (152 km nordöstlich).

## Geschichte

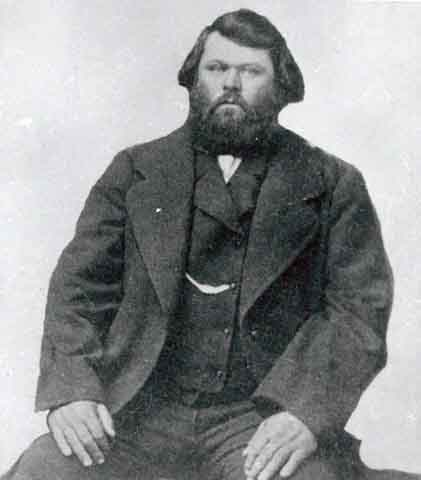
A. B. Gingras

Die ersten Weißen in der Region waren französischsprachige Pelzjäger und -händler. Die heutige Stadt wurde 1845 gegründet, einige Jahrzehnte vor den meisten anderen Ortschaften North Dakotas. In der Umgebung bestanden mehrere Handelsposten verschiedener Pelzhandelsunternehmen. Der heute bekannteste ist der Gingras Trading Post State Historic Site, der auf Antoine Blanc Gingras zurückgeht, einem von Métis abstammenden Pelzhändler.
In den 1850er und 1860er Jahren kamen neben Pelzhändlern und Farmern auch katholische Missionare in die Region, die die hier ansässigen Indianer zum Katholizismus bekehrten.
Der Ort hieß anfangs St. Joseph und war seit 1862 Verwaltungssitz eines Countys, das sich neben dem heutigen Pembina County auch über die meisten umliegenden Countys erstreckte. Im gleichen Jahr wurde auch eine Poststation eröffnet.
Im Jahr 1871 wurde die Stadt in Walhalla umbenannt. In den 1880er Jahren bekam die Stadt einen Eisenbahnanschluss, was den Charakter der Stadt zu einem Zentrum der Landwirtschaft änderte. Aber auch heute noch spielt der Pelzhandel neben einer Reihe anderer Gewerbe eine Rolle in Walhalla.

## Bevölkerung
Nach der Volkszählung im Jahr 2010 lebten in Walhalla 996 Menschen in 439 Haushalten. Die Bevölkerungsdichte betrug 359,6 Einwohner pro Quadratkilometer. In den 439 Haushalten lebten statistisch je 2,21 Personen.
Ethnisch betrachtet setzte sich die Bevölkerung zusammen aus 88,3 Prozent Weißen, 0,1 Prozent (eine Person) Afroamerikanern, 8,7 Prozent amerikanischen Ureinwohnern sowie 0,2 Prozent (zwei Personen) aus anderen ethnischen Gruppen; 2,7 Prozent stammten von zwei oder mehr Ethnien ab. Unabhängig von der ethnischen Zugehörigkeit waren 1,7 Prozent der Bevölkerung spanischer oder lateinamerikanischer Abstammung.
23,8 Prozent der Bevölkerung waren unter 18 Jahre alt, 55,5 Prozent waren zwischen 18 und 64 und 20,7 Prozent waren 65 Jahre oder älter. 48,6 Prozent der Bevölkerung war weiblich.

Das mittlere jährliche Einkommen eines Haushalts lag bei 40.966 USD. Das Pro-Kopf-Einkommen betrug 22.753 USD. 15,2 Prozent der Einwohner lebten unterhalb der Armutsgrenze.